# Giovanni Baliana
 Giovanni Baliana das Chagas  (Uberaba, 21 de fevereiro de 1982) é um voleibolista indoor brasileiro que atua na posição de Central que servindo a Seleção Brasileira de Novos conquistou a medalha de ouro na Copa Pan-Americana de 2011 no Canadá e no mesmo ano também foi medalhista de ouro nos Jogos Mundiais Militares do Brasil.Em clubes disputou a edição da Copa CEV 2006-07 e a Liga dos Campeões da Europa de 2007-08. Atualmente joga pelo Bento Vôlei.

## Carreira
Giovani começou a carreira nas categorias de base do Try On /Minas cuja passagem deu-se na temporada 1996-97, na temporada seguinte transferiu-se para Paulistano, mais tarde na jornada 1998-99 atuou pelo }Objetivo/ Carrefour/ Sorocaba e nesta passagem  foi campeão paulista infanto-juvenil  em 1999.Também teve passagem nas categorias de base do  São Caetano no período 2000-01.
Na temporada 2001-02 defendeu o time adulto do Lupo Náutico, jornada na qual disputou a primeira Superliga Brasileira A e registrou 3 pontos de ataque na edição encerrando na sexta posição.Competiu pela UCS na jornada seguinte e pela Superliga Brasileira A 2002-03 registrou 116 pontos, sendo 77 pontos de ataque, 28 de bloqueios e 11 em saques e encerrou na décima primeira posição, ou seja, último lugar.
Renovou com o mesmo clube que utilizou a alcunha UCS/Colombo e disputou a Liga Nacional de 2003, conquistando o título e o acesso a Superliga Brasileira A 2003-04 que também competiu por este clube encerrando na  nona colocação quando marcou 100 pontos, 66 de ataques, 25 de bloqueios e 9 de saques. Defendeu novamente a UCS/Colombo nas competições de 2004-05 e na correspondente Superliga Brasileira A encerrou na décima posição, e marcou 129 pontos, destes 77 foram em ataques, 33 nos bloqueios e  19 de saques.
Transferiu-se para o Bento Vôlei no período esportivo 2005-06 e por este clube conquistou em 2005 o título da Copa Brasil e disputou a edição correspondente da Superliga Brasileira A encerrando na quinta posição  e foi eleito o Melhor Saque da edição.Atuou no voleibol europeu na jornada seguinte, defendendo o clube espanhol :Unicaja Arukasur (Almería)  conquistando em 2007 o título da Copa do Rei da Espanha e da Supercopa, ambas referente a 2006-07; e por este foi vice-campeão da Superliga Espanhola A, eleito o Melhor Bloqueador desta edição.E por esse clube também disputou  a Copa CEV 2006-07 e na Fase de Classificação terminou em segundo lugar no Tournament #6 i  não avançando a próxima etapa.
Renovou com o Unicaja Arukasur (Almería) para as competições de 2007-08, conquistando o o vice-campeonato em 2008 da Copa do Rei da Espanha,e da Supercopa, ambas referentes a 2007-08 e novamente foi vice-campeão da Superliga Espanhola A correspondente,eleito novamente o Melhor Bloqueador e disputou a edição da Liga dos Campeões da Europa 2007-08, encerrando na Fase de Classificação em quarto lugar no Grupo C.
Em 2008 foi repatriado pelo Sada/Betim e neste ano conquistou o título do Campeonato Mineiro e disputou a Superliga Brasileira A 2008-09 e conquistou o bronze da edição.Na temporada seguinte foi contratado pelo São Bernardo e representando-o conquistou o vice-campeonato paulista em 2009 e disputou a Superliga Brasileira A 2009-10  e encerrou na sexta posição foi o terceiro Melhor Sacador da edição e nesta jornada teve diagnóstico para hidrocefalia, patologia rara em adultos, submeteu-se ao procedimento cirúrgico no Hospital Biocor, em Belo Horizonte, obtendo êxito e resolvendo o problema em definitivo, voltando a treinar 3 semanas pós-cirurgia.
Reforçou na temporada 2010-11 a equipe do BMG/Montes Claros alcançando o bronze no Campeonato Mineiro de 2010 e disputou a Copa Cimed no mesmo ano competição na qual conquistou o título.Por essa equipe disputou a Superliga Brasileira A 2010-11  e nesta edição ocupou o a sexta posição .
Em 2011 foi convocado para Seleção Brasileira de Novos para disputar a Copa Pan-Americana sediada em Gatineau -Canadá, e nesta edição conquistou a medalha de ouro vestindo a camisa#8, neste mesmo ano foi novamente convocado para seleção de novos,  representou a Seleção Brasileira Militar na V edição dos Jogos Mundiais Militares realizados no Rio de Janeiro-Brasil  e conquistou a medalha de ouro.Enquanto disputava o Mundial Militar foi anunciado oficialmente como jogador do Voltaço e foi vice-campeão do Campeonato Carioca de 2011 e alcançou por esta equipe a nona posição na Superliga Brasileira A 2011-12.
Renovou com a equipe do Voltaço/Volta Redonda para a jornada 2012-13 e novamente é vice-campeão da edição do Campeonato Carioca de 2012 e encerrou na Superliga Brasileira A da correspondente  jornada supracitada na sétima posição.  
Nas competições de 2013-14 foi contratado pela APAV/Kappersberg/Canoas, conquistando  o título do Campeonato Gaúcho em 2013 e eleito como Melhor Sacador.Em 2014 alcançando o quarto lugar na Copa Brasil de 2014 em Maringá-Paraná e na Superliga Brasileira A 2013-14, com o sexto lugar  na campanha  da fase de classificação classificou-se para as quartas de final, não avançando as semifinais.No período esportivo  2014-15 foi anunciado com reforço do Bento Vôlei.

## Títulos e resultados
- 2014- 4º Lugar da Copa Brasil[33]
- 2013-14-6º Lugar da Superliga Brasileira-Série A [34]
- 2013- Campeão do Campeonato Gaúcho[32]
- 2012-13- 7º lugar da Superliga Brasileira A [30]
- 2012- Vice-campeão do Campeonato Carioca[29]
- 2011-12- 9º lugar da Superliga Brasileira A [27]
- 2011- Vice-campeão do Campeonato Carioca[26]
- 2010-11- 6º lugar da Superliga Brasileira A
- 2010-Campeão da Copa Cimed de Clubes[22]
- 2010-3º lugar da Campeonato Mineiro[21]
- 2009-10- 6º lugar da Superliga Brasileira A
- 2009- Vice-campeão do Campeonato Paulista [18]
- 2008-09- 3º lugar da Superliga Brasileira A [15]
- 2008-Campeão da Campeonato Mineiro[15]
- 2008-Vice-campeão da Copa de S.M. Rei da Espanha [12]
- 2008-Vice-campeão da Supercopa da Espanha [13]
- 2007-08-Vice-campeão da Superliga Espanhola A[14]
- 2007-Campeão da Supercopa da Espanha [8]
- 2007-Campeão da Copa de S.M. Rei da Espanha [8]
- 2006-07-Vice-campeão da Superliga Espanhola A[10]
- 2005-06- 5º lugar da Superliga Brasileira A[7]
- 2005-Campeão da Copa Brasil de Clubes [8]
- 2004-05- 10º lugar da Superliga Brasileira A[6][7]
- 2003-04- 9º lugar da Superliga Brasileira A[7]
- 2003-Campeão da Liga Nacional[6]
- 2002-03- 11º lugar da Superliga Brasileira A[7]
- 2001-02- 6º lugar da Superliga Brasileira A[7]
- 1999-Campeão do Campeonato Paulista Infanto-Juvenil[3]

## Premiações individuais
- Melhor Sacador do Campeonato Gaúcho de 2013[32]
- 3º Melhor Sacador da Superliga Brasileira A de 2009-10[4]
- Melhor Bloqueador da Superliga Espanhola A de 2007-08[15]
- Melhor Bloqueador da Superliga Espanhola A de 2006-07[8]
- Melhor Sacador da Superliga Brasileira A de 2005-06[8]
- Melhor Sacador da Superliga Brasileira A de 2015-16[35]